# Clave de fá

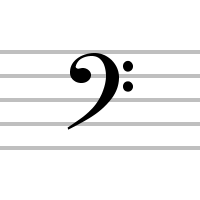
A localização da clave

A clave de fá, também chamada de androclave ou de clave masculina, é uma das claves musicais existentes. Seu símbolo musical, em forma de um "F" estilizado, é a letra que representava a nota no antigo sistema de notação musical (letras de A a G), sendo que, entre os dois pontos encontra-se a linha na qual se assenta a nota Fá. Geralmente é aplicada na terceira ou quarta linha da pauta musical (contando-se de baixo para cima), todavia, pode ser aplicada nas outras linhas. É utilizada principalmente para instrumentos graves como o baixo, a tuba, o contrabaixo, a parte esquerda do piano, para a voz dos baixos, no passado esta clave era utilizada para o barítono, mas seu uso na música atual é raro.
Também é possível escrever a clave de fá na terceira linha, possibilitando um registro ligeiramente mais agudo.
Nesta clave, a linha de referência é indicada pelos dois pontos e assume a nota Fá-3. A posição mais frequente é a quarta linha. Com esta configuração, a nota Dó-4 dó central do piano ocupa a primeira linha suplementar superior. Por esta razão, costuma-se dizer que a clave de sol começa onde a de fá termina.
Esta clave é utilizada na escrita da mão esquerda dos instrumentos de teclado, instrumentos de registro grave, como o violoncelo, o contrabaixo, o fagote , o trombone e o eufônio em Dó bem como as vozes mais graves.